# Vương quốc Anh khởi động tiến trình tách ra khỏi Liên hiệp châu Âu
Việc Vương quốc Anh khởi động tiến trình tách ra khỏi Liên hiệp châu Âu bằng cách kích hoạt Điều 50 của Hiệp ước về Liên minh châu Âu là một bước tiến quan trọng trong việc Anh rút khỏi Liên minh châu Âu (EU), thường được gọi là Brexit. Việc kích hoạt Điều 50 là hành động thông báo chính thức cho Hội đồng châu Âu về ý định rút khỏi EU của một nước thành viên để cho phép các cuộc đàm phán thu hồi bắt đầu theo yêu cầu của Hiệp ước về Liên minh châu Âu.
Quá trình rời EU được khởi xướng bởi một cuộc trưng cầu dân ý được tổ chức vào tháng 6 năm 2016 ủng hộ việc Anh rút khỏi EU. Vào tháng 10 năm 2020, Thủ tướng Anh, Theresa May, tuyên bố, Điều 50 sẽ được kích hoạt vào "quý I năm 2017" . Quyết định ngày 3 tháng 11 năm 2020 của Tòa án Anh và Xứ Wales và được xác nhận vào ngày 24 tháng 1 năm 2017 bởi Toà án Tối cao Vương quốc Anh xác minh rằng, quá trình này không thể khởi xướng bằng hành động đơn phương của chính phủ (lấy từ đặc quyền của hoàng gia), mà chỉ có thể xảy ra như là một kết quả của một đạo luật của Quốc hội. Do đó, thông qua Liên minh châu Âu luật Thông báo rút khỏi EU 2017 được thông qua để trao quyền cho Thủ tướng Chính phủ kích hoạt Điều 50.
Theresa công bố vào ngày 20 tháng 3 năm 2017 rằng, Anh sẽ kích hoạt Điều 50 vào ngày 29 tháng 3 năm 2017. Điều này chính thức xảy ra vào Thứ Tư 29 Tháng 3 năm 2017 lúc 13:28 CEST (12:28 BST) khi Sir Tim Barrow, Đại diện thường trực của Vương quốc Anh tại Liên minh Châu Âu, trao tận tay một bức thư do Thủ tướng Theresa May viết cho Donald Tusk, Chủ tịch Hội đồng Châu Âu tại Brussels . Điều này có nghĩa là Anh sẽ không còn là một thành viên của EU nữa vào lúc nửa đêm (00:00 giờ Greenwich Mean Time) ngày 30 tháng 3 năm 2019, trừ khi việc gia hạn đàm phán được đồng ý bởi Anh và EU .

## Bối cảnh
Vương quốc Anh là nước đầu tiên kích hoạt Điều 50 trong Hiệp ước về Liên minh châu Âu, sau khi trong cuộc trưng cầu dân ý năm 2016 đa số bỏ phiếu rời khỏi Liên minh châu Âu.
Khi David Cameron từ chức vào tháng 6 năm 2016, ông bày tỏ là, Thủ tướng tiếp theo nên kích hoạt Điều 50 và bắt đầu đàm phán với EU .
Có sự tranh cãi liệu quyết định kích hoạt Điều 50 là đặc quyền của chính phủ, như chính phủ Cameron đã lập luận, hay liệu cần phải có sự chấp thuận của Quốc hội. Điều 50 quy định rằng "Bất kỳ nước thành viên nào cũng có thể quyết định rút khỏi Liên minh theo các đòi hỏi hiến pháp của nước đó". Tuy nhiên, Hiến pháp của Vương quốc Anh không viết ra chữ và ý nghĩa trong luật của Anh về cụm từ "các đòi hỏi hiến pháp của nó" chưa được kiểm tra. Công ty luật Mishcon de Reya tuyên bố rằng nó đã được một nhóm khách hàng yêu cầu thách thức sự hợp hiến về việc kích hoạt Điều 50 mà không được Quốc hội thảo luận về vấn đề này. Tuy nhiên, Quốc hội sẽ có thể bỏ phiếu bất kỳ thỏa thuận hiệp ước mới nào nảy sinh từ bất kỳ thoả thuận rút lui nào đạt được, mặc dù từ chối thỏa thuận như vậy (hoặc thất bại để đạt được thoả thuận như vậy) sẽ không chấm dứt tiến trình rời khỏi Liên minh sau khi Điều 50 đã được khởi động.

## Điều tất yếu để kích động Điều 50
Chính phủ hứa sẽ hành động khi đa số bỏ phiếu "rời khỏi" và, sau khi kết quả được biết đến, cam kết sẽ viện dẫn Điều 50 để bắt đầu quá trình đàm phán với EU. Tuy nhiên, không giống như luật về Hệ thống Bầu cử Nghị viện và các khu vực bầu cử năm 2011, trong đó có các điều khoản cho một hệ thống "bỏ phiếu thay thế" mà sẽ chỉ hoạt động nếu được chấp thuận bởi kết quả bỏ phiếu trong cuộc trưng cầu được tổ chức theo Đạo luật, luật trưng cầu dân ý về Liên minh châu Âu 2015 không nêu rõ rằng chính phủ có thể viện dẫn Điều 50 một cách hợp pháp mà không có Nghị viện, và sau vụ kiện ra tòa án, một dự luật kích hoạt Điều 50 được đưa ra.

## Đàm phán trước thông báo
Trước khi Nhà nước Anh kích hoạt Điều 50, Anh Quốc vẫn là thành viên của EU, phải tiếp tục thực hiện tất cả các điều ước liên quan đến Liên minh Châu Âu, bao gồm các thỏa thuận trong tương lai, và được coi là một thành viên hợp pháp. EU không có khuôn khổ để loại trừ Vương quốc Anh hoặc bất kỳ thành viên nào miễn là điều 50 không được viện dẫn, và Anh Quốc không vi phạm luật của EU. Tuy nhiên, nếu Anh Quốc vi phạm pháp luật EU một cách đáng kể thì có các cơ sở pháp lý để đuổi nước Anh ra khỏi EU thông qua Điều 7, cái gọi là "lựa chọn hạt nhân" cho phép EU hủy bỏ thành viên của một quốc gia vi phạm các nguyên tắc cơ bản của EU, một thử thách khó vượt qua. Điều 7 không cho phép buộc phải hủy bỏ tư cách thành viên, chỉ từ chối các quyền như tự do thương mại, tự do đi lại và quyền bỏ phiếu.
Tại cuộc họp của các Thủ trưởng Chính phủ các nước khác vào tháng 6 năm 2016, các nhà lãnh đạo quyết định sẽ không tiến hành đàm phán trước khi Anh chính thức viện dẫn Điều 50. Do đó, Chủ tịch Ủy ban châu Âu Jean-Claude Juncker ra lệnh cho tất cả các thành viên của Ủy ban châu Âu không tham gia vào bất kỳ hình thức liên lạc nào với các đảng phái Anh liên quan đến Brexit. Các phát biểu qua phương tiện truyền thông về các vấn đề khác nhau vẫn diễn ra. Ví dụ, vào ngày 29 tháng 6 năm 2016, Chủ tịch Hội đồng Châu Âu Donald Tusk nói với Anh rằng họ sẽ không được phép tiếp cận thị trường chung Châu Âu trừ khi họ chấp nhận bốn quyền tự do về hàng hoá, vốn, dịch vụ và con người . Angela Merkel nói: "Chúng tôi sẽ đảm bảo rằng các cuộc đàm phán không diễn ra theo nguyên tắc chỉ chọn cái gì có lợi cho mình... Nó phải và sẽ tạo ra sự khác biệt đáng chú ý về việc một quốc gia muốn là một thành viên của gia đình Liên minh châu Âu hay không ".
Để đạt được và mở rộng các hiệp định thương mại giữa Anh và các nước không phải là Liên minh châu Âu, cơ quan Thương mại Quốc tế (DIT) được Thủ tướng Theresa May thành lập, ngay sau khi bà nhậm chức vào ngày 13 tháng 7 năm 2016. Tính đến tháng 2 năm 2017, DITdax nhận khoảng 200 nhà đàm phán thương mại  và được giám sát bởi Liam Fox, quốc vụ khanh về Thương mại Quốc tế.

## Tái đàm phán các điều khoản thành viên
Các cuộc đàm phán sau khi kích hoạt Điều 50 không thể được dùng để đàm phán lại các điều kiện của các thành viên trong tương lai vì Điều 50 không đưa ra cơ sở pháp lý để thu hồi quyết định rời khỏi.
Kể từ khi điều khoản 50 được kích hoạt, Vương quốc Anh sẽ đàm phán với Liên minh châu Âu về tình trạng 1.2 triệu người Anh sống ở EU, tình trạng 3.2 triệu người EU đang sống tại Vương quốc Anh. Các vấn đề liên quan đến nhập cư, tự do thương mại, tự do đi lại, biên giới với Ireland, chia sẻ thông tin tình báo và các dịch vụ tài chính cũng sẽ được thảo luận.

## Thời điểm
Theo sau kết quả trưng cầu dân ý Cameron tuyên bố ông sẽ từ chức trước đại hội Đảng Bảo thủ vào tháng 10 và Thủ tướng sắp tới sẽ kích động Điều 50:
Một cuộc đàm phán với Liên minh Châu Âu sẽ bắt đầu dưới thời Thủ tướng mới và tôi nghĩ rằng, chính quyền mới này quyết định về thời điểm để viện dẫn Điều 50 và bắt đầu quá trình pháp lý chính thức để rời khỏi EU. 

Cameron nói rõ rằng, người kế nhiệm ông làm Thủ tướng nên kích hoạt Điều 50 và bắt đầu đàm phán với EU . Trong số các ứng viên trong cuộc bầu cử người lãnh đạo đảng Bảo thủ 2016 có sự bất đồng ý kiến về thời điểm kích hoạt: bà Theresa May nói rằng Anh Quốc cần có một vị trí đàm phán rõ ràng trước khi viện dẫn Điều 50, và bà sẽ không làm như vậy trong năm 2016, trong khi Andrea Leadsom nói rằng bà sẽ kích hoạt nó càng sớm càng tốt.
Theo Ủy viên phụ trách Kinh tế EU Pierre Moscovici, nước Anh phải tiến hành nhanh chóng. Vào tháng 6 năm 2016, ông nói: "Cần phải có một thông báo của nước liên quan về ý định của nó muốn rời khỏi EU, do đó yêu cầu (Thủ tướng Anh David Cameron) phải hành động nhanh chóng". Ngoài ra, các nhà lãnh đạo EU còn lại ban hành một tuyên bố chung vào ngày 26 tháng 6 năm 2016 hối tiếc nhưng tôn trọng quyết định của Anh và yêu cầu họ tiến hành nhanh chóng theo Điều 50. Bản tuyên bố cũng cho biết thêm: "Chúng tôi sẵn sàng đàm phán nhanh với Vương quốc Anh về các điều khoản và điều kiện Của Liên minh châu Âu, cho đến khi quá trình đàm phán kết thúc, Vương quốc Anh vẫn là một thành viên của Liên minh châu Âu với tất cả các quyền và nghĩa vụ bắt nguồn từ điều này. Theo Hiệp ước mà Anh Quốc đã phê chuẩn, Luật EU vẫn tiếp tục áp dụng toàn bộ đối với và ở Anh Quốc cho đến khi nó không còn là Thành viên nữa ".
Sau một cuộc tranh luận về dự định rời khỏi EU của Vương quốc Anh vào ngày 28 tháng 6 năm 2016, Nghị viện EU thông qua một đề nghị kêu gọi kích hoạt "ngay lập tức" Điều 50, mặc dù không có cơ chế cho phép EU kích hoạt điều này.
Vào ngày 2 tháng 10 năm 2016, Thủ tướng Theresa May tuyên bố rằng bà định viện dẫn Điều 50 vào cuối tháng 3 năm 2017, có nghĩa là nước Anh sẽ theo con đường rời khỏi EU vào cuối tháng 3 năm 2019.

### Thời điểm kích hoạt
Mặc dù cam kết sẽ kích hoạt Điều 50 vào buổi sáng hôm sau của cuộc bỏ phiếu "rời khỏi", David Cameron đã từ chức Thủ tướng Chính phủ, để lại quyết định thời điểm cho người kế nhiệm. Có tin đồn ở Anh rằng nó sẽ bị trì hoãn, và Ủy ban châu Âu vào tháng 7 năm 2016 giả định rằng, thông báo về Điều 50 sẽ không được đưa ra trước tháng 9 năm 2017.
Theresa May cho biết rằng thông báo sẽ xảy ra vào cuối tháng 3 năm 2017. Lá thư kích hoạt Điều 50 được May ký vào ngày 28 tháng 3 năm 2017, được Tim Barrow, đại sứ Anh tại EU, trao tận tay cho Donald Tusk vào ngày 29 tháng 3.